# Guabal
Guabal est un corregimiento situé dans le district de Boquerón, province de Chiriquí, au Panama. En 2010, la localité comptait 884 habitants.